# Saurophaganax
Saurophaganax là một chi khủng long đã bị hủy tính hợp lệ vào năm 2024, được Chure mô tả khoa học năm 1995. với các hóa thạch cho thấy nó từng sống ở Oklahoma (Mỹ).
Saurophaganax được chia làm ba loại: Theropoda, Tetanurae và Carnosauria. Daniel Chure đặt tên con khủng long này vào năm 1995 và ý nghĩa tên gọi là " Vua ăn thịt thằn lằn ". Saurophaganax sống vào kỳ Kimmeridgian thuộc kỷ Jura muộn. Saurophaganax có kích thước 12m, Saurophaganax thường săn mồi hoặc ăn xác chết. Saurophaganax thuộc loài S.maximus và cũng thuộc nhóm khủng long chân thú ở Cleveland-Lloyd. Số ít xương đã biết của con khủng long này được khai quật vào thập niên 1930, nhưng mãi 60 năm sau chúng mới được nghiên cứu nghiêm túc. Vào năm 2024, một nghiên cứu cho thấy Saurophaganax hóa ra là một loài Allosaurus lớn.